# The Twin Triangles
The Twin Triangles (o The Twin Triangle è un film muto del 1916 diretto da Harry Harvey. Prodotto dalla Balboa Amusement Producing Company, fu distribuito dalla Equitable Motion Pictures Corporation e dalla World Film.

## Trama
Czerta, una zingarella orfana, vive con Marko e la madre di questi, una donna anziana che ha allevato l'orfana. Dopo la morte della zingara, suo figlio cerca di violentare Czerta che, nel difendersi, lo colpisce. Lei lo lascia come morto e poi abbandona l'accampamento insieme a Byrnes, un artista che sta facendo un viaggio nei dintorni e al quale chiede protezione. L'uomo la porta con sé a New York dove la ragazza riceve un'educazione. Il pittore, facendo il ritratto alla ricca Madeline Van Schuyle, è attratto dalla giovane che gli ricorda Czerta. Quest'ultima, gelosa di Madeline, quando la vede insieme a Byrnes, fugge via.
Anni dopo, Czerta è diventata una ballerina. A un suo spettacolo assistono anche Byrnes, Madeline e la madre, la signora Van Schuyler, che riconosce in lei la figlioletta rapita tanti anni prima. In teatro c'è anche Marko che è deciso a vendicarsi di Czerta. Ma Byrnes, che si è reso conto di amare Czerta, la salva uccidendo Marko.

## Produzione
Il film fu prodotto dalla Balboa Amusement Producing Company.

## Distribuzione
Distribuito dalla Equitable Motion Pictures Corporation e World Film, il film uscì nelle sale cinematografiche statunitensi il 1º maggio 1916.